# 닉 케이브 앤드 더 배드 시즈
닉 케이브 앤드 더 배드 시즈(영어: Nick Cave and the Bad Seeds)는 오스트레일리아의 록 밴드로, 1983년 멜버른에서 보컬리스트인 닉 케이브와 악기 연주자인 믹 하비, 그리고 기타리스트 겸 보컬리스트인 블릭사 바르겔트가 결성하였다. 밴드는 활동 내내 다양한 국가에서 온 멤버가 있었으며, 현재에는 오스트레일리아 출신의 케이브, 바이올리니스트 겸 악기 연주자인 워런 엘리스, 베이시스트 마틴 P. 캐시와 영국 출신 기타리스트 조지 비에슈티차, 미국 출신 키보디스트 겸 타악기 연주자 토비 대밋과 짐 스클라부노스, 스위스에서 온 드러머 토머스 와이들러로 구성되어 있다. 밴드는 "잔혹한 블루스와 고딕한 악몽" 분위기가 나는 노래로, 80년대 이후 포스트펑크 시대의 가장 독창적이고도 유명한 밴드 중 하나로 알려져 있다. 결성부터 총 17장의 정규 음반을 발매하였으며, 많은 세계 투어를 진행하였다.
닉 케이브 앤 더 배드 시즈는 케이브와 하비가 속해 있던 버스데이 파티라는 밴드가 해체되면서 결성되었고 멤버들은 멜버른의 기숙사에서 만난 사이였다. 1980년대에 걸쳐 데뷔 앨범 <From Her to Eternity>(1984년)을 시작으로 하여 주로 포스트펑크, 블루스, 고딕 록에 기반을 두고 블릭사 바겔트, 베리 아담슨, 키드 콩고 파워스와 같은 뮤지션들을 영입하면서 다국적 라인업을 형성했다. 이후 <The Good Son>(1990년)과 <The Boatmans' Call>(1997년)과 같은 앨범을 통해 부드러운 사운드에 여러 다른 영향들을 통합했다. 2009년에 믹 하비가 밴드를 떠난 후 나온 삼부작 앨범 <Push the Sky Away>(2013년), <Skeleton Tree>(2016년), <Ghosteen>(2019년)에서는 전자음악 및 앰비언트 스타일을 포함하며 사운드의 폭을 더욱 넓혔다. 

## 디스코그래피
- From Her to Eternity (1984)
- The Firstborn Is Dead (1985)
- Kicking Against the Pricks (1986)
- Your Funeral… My Trial (1986)
- Tender Prey (1988)
- The Good Son (1990)
- Henry's Dream (1992)
- Let Love In (1994)
- Murder Ballads (1996)
- The Boatman's Call (1997)
- No More Shall We Part (2001)
- Nocturama (2003)
- Abattoir Blues/The Lyre of Orpheus (2CD) (2004)
- Dig, Lazarus, Dig!!! (2008)
- Push the Sky Away (2013)
- Skeleton Tree (2016)
- Ghosteen (2019)
- Wild God (2024)